# Richard Paul (Maler)
Richard Paul (eigentlich R. P. Wurst; der Familienname wurde 1864 von ihm aufgegeben; * 25. August 1843 in Breslau, Provinz Schlesien; † 18. Januar 1900 in München) war ein deutscher Maler und Schriftsteller.

## Leben
Paul wurde unter anderem bei Wilhelm von Kaulbach an der Königlichen Kunstakademie in München ausgebildet. Er gestaltete unter anderem Wand- und Deckenbilder im Schloss Reddentin bei Stolp (Pommern), Kartons für zwei Chorfenster für die Basilika San Francesco in Siena. Seit 1886 war er Mitglied des Münchner Vereins für Christliche Kunst.

## Schriften
- Der entfesselte Prometheus. Ein Drama. Stuttgart 1875 (Scan)